# Le Val-Saint-Germain
Le Val-Saint-Germain è un comune francese di 1 501 abitanti situato nel dipartimento dell'Essonne nella regione dell'Île-de-France.

## Castello di Marais
È noto per il suo splendido Castello di Marais tra canali e giardini. Venne ricostruito dall'architetto Barré a partire dal 1770 sul luogo dell'antica Fortezza di Hurault. Rappresenta uno dei più begli esempi dell'architettura in stile Luigi XVI.

## Società

### Evoluzione demografica
Abitanti censiti